# Cape North (Südgeorgien)
Cape North (deutsch Kap Nord oder Nordkap) ist der nördlichste Punkt Südgeorgiens nahe dem westlichen Ende der Insel. Es begrenzt östlich die Einfahrt zur Church Bay.
Ursprünglich hatte der britische Seefahrer James Cook das heute als Kap Alexandra bekannte Kap so benannt. Seit 1912 ist dies für das hier beschriebene Objekt gültig, da es seiner geographischen Lage entspricht.